# Festival des Filets bleus
Le Festival des Filets bleus est un festival qui se déroule à Concarneau dans le Finistère en Bretagne. Il a traditionnellement lieu le deuxième week-end du mois d'août.
Ce festival a été mis en place en 1905 afin de venir en aide aux pêcheurs. Le festival des filets bleus est le plus ancien festival de Bretagne et l'un des plus anciens en France,

## Historique
Cette section ne s'appuie pas, ou pas assez, sur des sources secondaires ou tertiaires indépendantes du sujet. Le texte peut contenir des analyses inexactes ou inédites de sources primaires.
Pour l'améliorer, ajoutez-en, ou placez des modèles {{Source secondaire souhaitée}} ou {{Source secondaire nécessaire}} sur les passages mal sourcés. (novembre 2023)

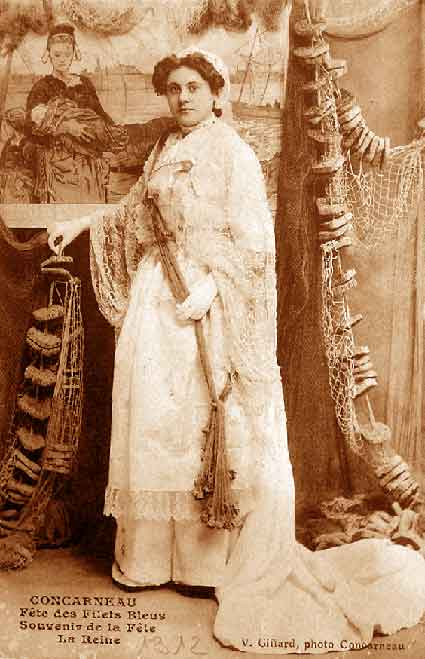
Reine des filets bleus 1912

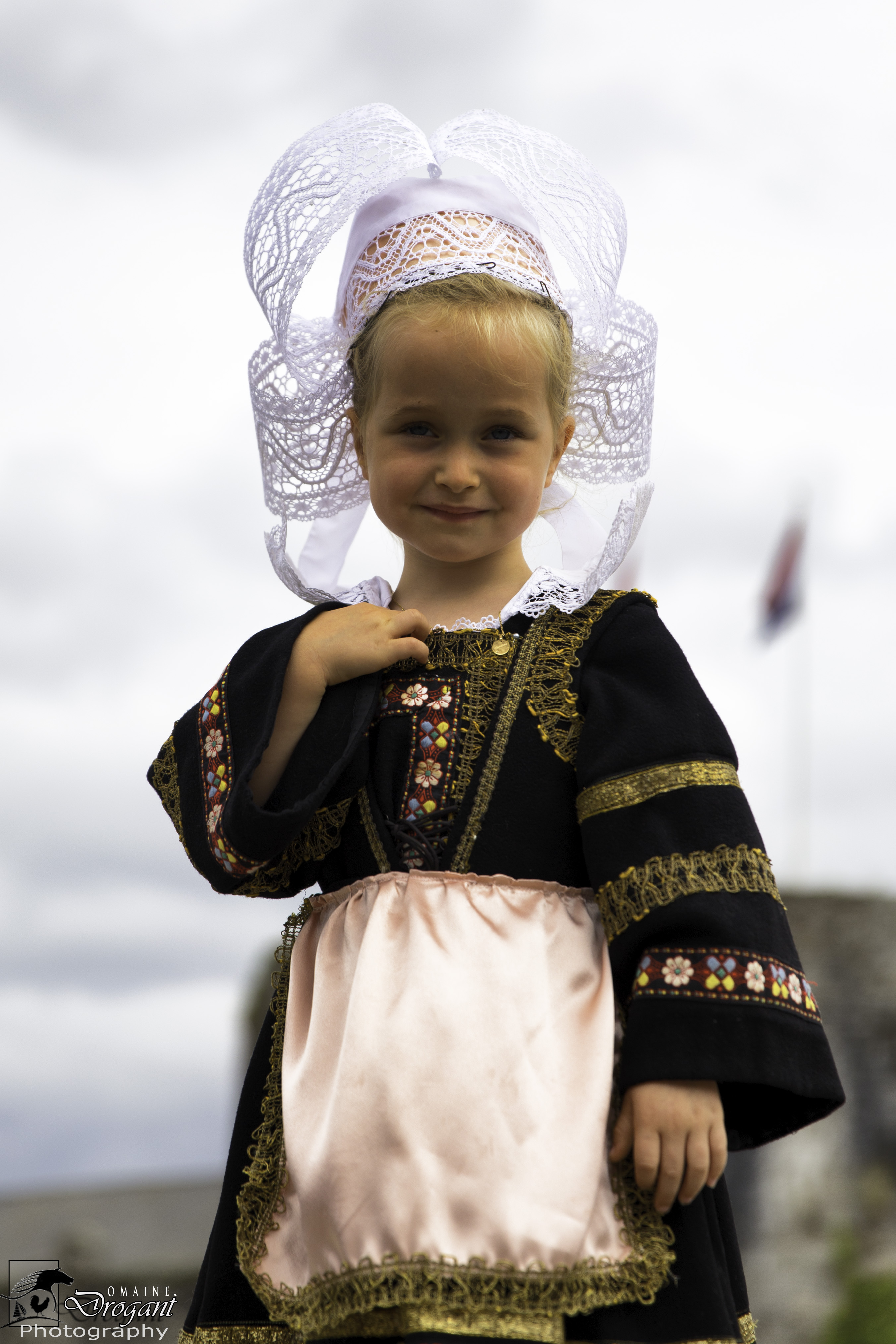
Petite fille devant la ville close de Concarneau

Depuis plusieurs siècles, Concarneau vit de la pêche de la sardine. En 1902, puis 1903 et les années suivantes, le petit poisson bleu déserte les côtes bretonnes. Toute l’économie repose sur la pêche. C’est donc la misère pour les familles. En effet, à cette époque, toute la ville vit grâce à la pêche, notamment avec les conserveries. C’est alors qu’un patron d’usine, par ailleurs premier magistrat de la ville, Louis-Marie-Samuel Billette de Villeroche, propose d’organiser une fête de bienfaisance pour les marins et leur famille. Le festival a toujours gardé son principe de solidarité, inscrit au cœur de son éthique, en maintenant la gratuité des concerts.
Lors d'un événement similaire en 1902, Louis-Marie-Samuel Billette de Villeroche, le maire de l'époque, organise une cavalcade. Les bénéfices de cette fête permettront de venir en aide aux plus démunis. En 1903, il lance une souscription au profit du Bureau de Bienfaisance.
Louis-Marie-Samuel Billette de Villeroche s'inspire de la Fête des Fleurs d'Ajonc organisée à Pont-Aven par le barde Théodore Botrel. Il constitue un comité provisoire pour créer une fête afin de venir en aide aux marins. Ce comité provisoire est constitué de :
- Jos Parker, vice-président
- Fernand Legout-Gérard
- Loïc de Cambourg, vice-président

Un réseau va se constituer, qui dépasse les frontières locales (vacanciers attachés à la ville, artistes, notables…). Albert Larrieu compose plusieurs chansons sur Concarneau et ses pêcheurs, dont l’hymne officiel des Filets Bleus. Une première vente aux enchères d’œuvres de maîtres est mise en place, destinée à alimenter le fonds de solidarité pour les pêcheurs et leurs familles.
La première fête a eu lieu le 10 septembre 1905. Pauline Le Bacon est la première Reine des Filets Bleus. Elle fut choisie parmi les ouvrières d’usine pour être leur ambassadrice.

### Continuation après 100 ans d'histoire

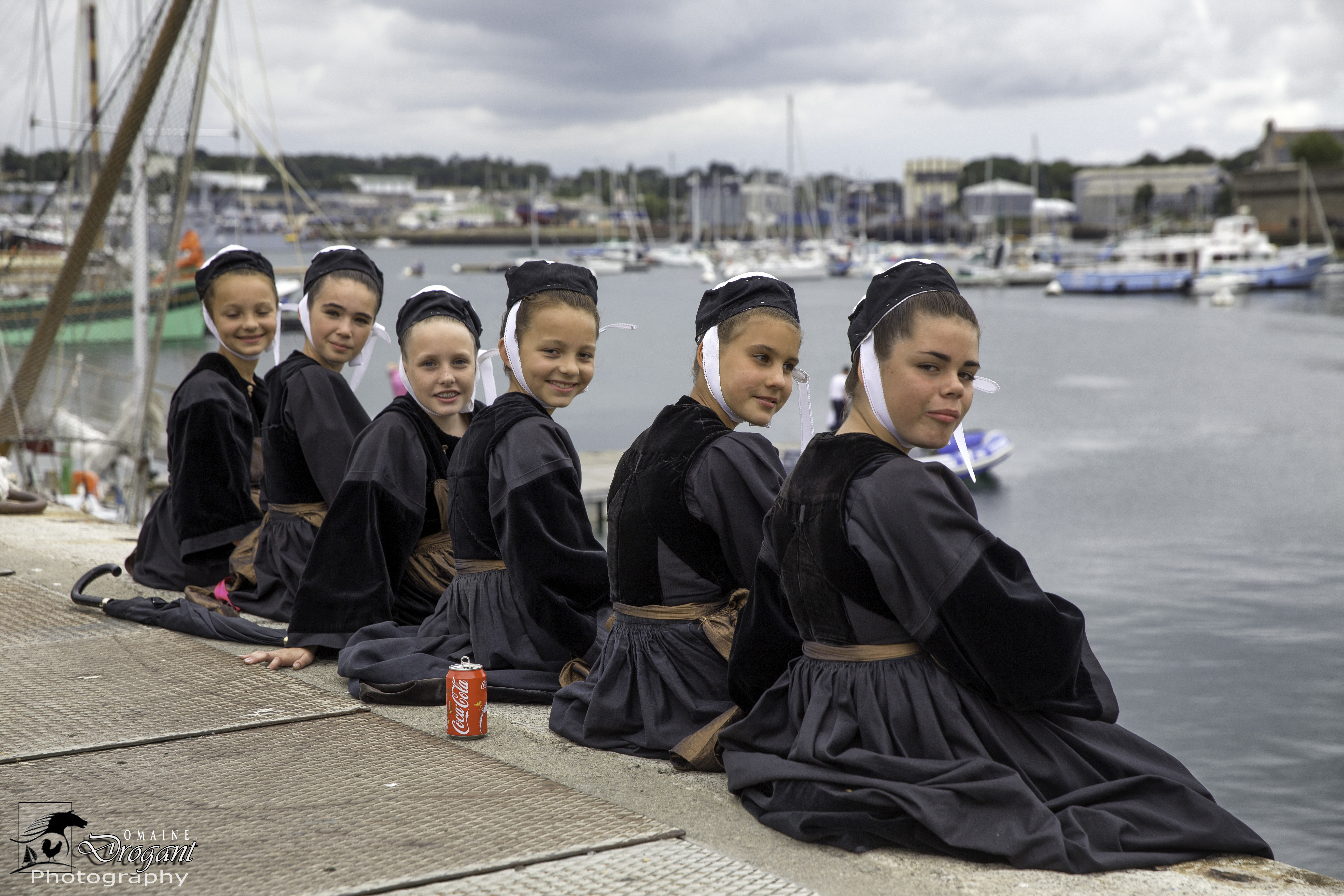
Jeunes filles en costume sur le port en 2014.

L'édition du 110e anniversaire de la fête a eu lieu du 12 au 16 août 2015. La 99e édition du festival a eu lieu du 14 au 18 août 2019 et la 100e édition n'a pu avoir lieu qu'après la crise sanitaire, après une interruption de deux ans, du 11 au 15 août 2022.

## Fonctionnement

### Budget
L'association est généré en coprésidence depuis 2016. Le festival est presque intégralement gratuit depuis les années 2000. En 2023 le budget du festival était d'environ 800 000 € avec un résultat positif proche des 16 400 €. 85 % du montant est autofinancé.

### Ressources humaines
Le festival possède une unique employée à temps complet. Le fonctionnement du festival est assuré par des bénévoles ; ils étaient 496 bénévoles en 2023.

## Déroulement

### Concerts
La fête promeut la culture bretonne, à travers la musique, la danse, les spectacles. Mais aussi par des concerts gratuits, qui mettent en avant la musique bretonne. Le festival invite également chaque année des groupes de musique celtique et du monde.

### Élection

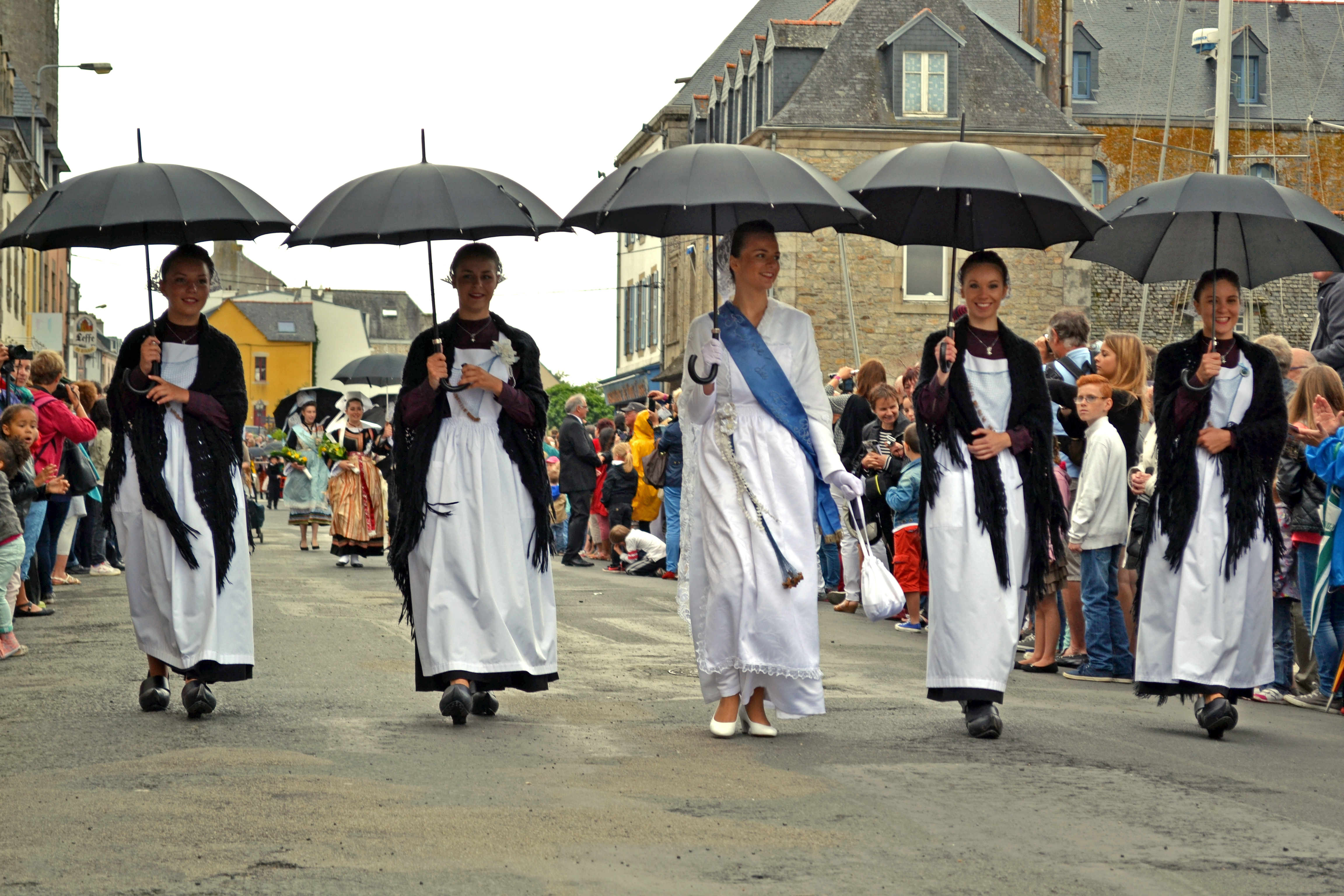
La reine et ses demoiselles d'honneur au Festival des brodeuses de Pont-l'Abbé.

Une égérie est désignée porte-parole de la fête et de la « ville bleue » depuis 1905, assistée dans son rôle par une vice-reine et trois demoiselles d’honneur. Elles sont élues en amont du festival par trois collèges d’électeurs : le public, le comité organisateur et les invités officiels (partenaires, élus). Le quintet joue un rôle d'ambassadeur lors des autres fêtes traditionnelles en Bretagne et lorsqu'il est invité à diverses manifestations.
À l’origine, la reine est choisie parmi les ouvrières des conserveries, désignée par ses camarades de travail. La désignation de la reine se fait plus ou moins sur la base du volontariat et de la cooptation. Aujourd’hui, le recrutement des reines est largement plus ouvert, puisqu’il suffit d’être une jeune femme de plus de 17 ans pour postuler à la fonction de reine. Seule condition essentielle est de résider à Concarneau ou dans ses environs immédiats (Trégunc et Melgven) et d'avoir des attaches avec la Ville de Concarneau.

### Animations
Le festival propose des animations en continu. En journée un « village de la mer » permet de mettre en lumière les activités en lien avec le monde maritime. La journée se termine par des concerts gratuits.

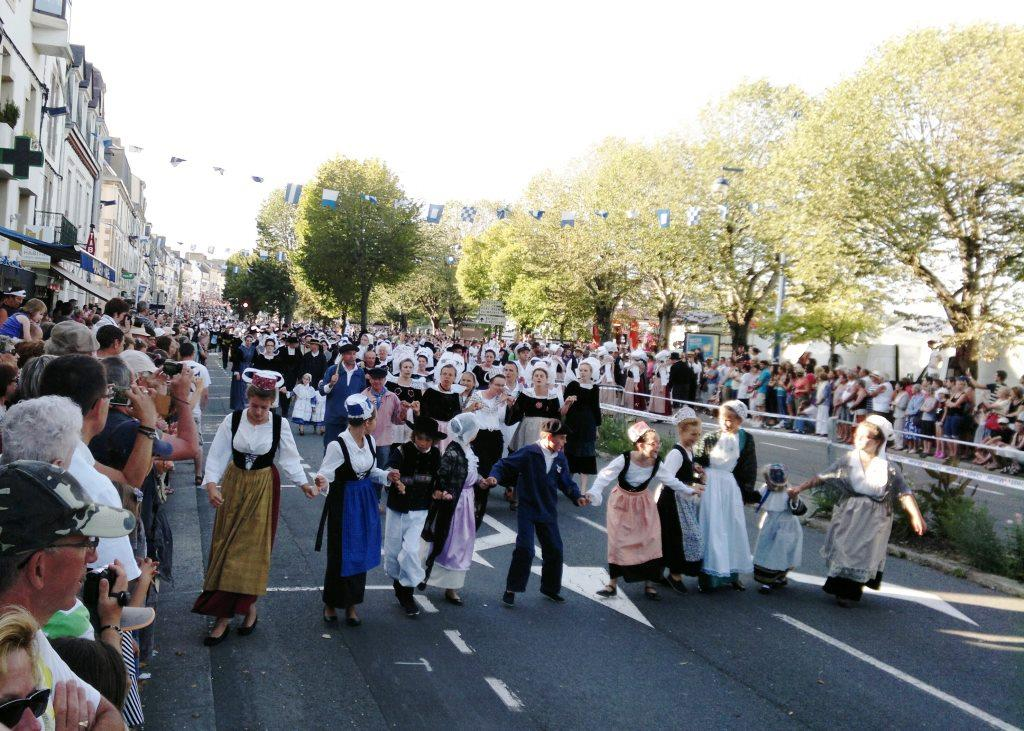
Le Triomphe des Sonneurs 2012

Une parade payante a lieu le dimanche matin. Environ 2 000 participants défilent en habits traditionnels, dont les reines des Filets bleus sur un char, des musiciens qui accompagnent les danseurs de cercles celtiques, des bagadoù, de nombreux enfants et individuels...
Après des prestations sur les scènes, les participants paradent et dansent une dernière fois en fin de journée pour le « triomphe des sonneurs ».

### Fin du festival
Le festival se termine par un fest-noz et un feu d'artifice tiré du "Quai nul", le dimanche soir.